# Мохамед Халаф
Мохамед Халаф е журналист в България от Ирак.
Работи за кувейтския вестник „Ал Уатан“ („Отечество“) като кореспондент от балканските страни.

## Биография
Роден е през 1951 година в град Бакуба, Ирак. Има 7 братя и 2 сестри. Висшето си образование завършва във Факултета по литература в Багдадския университет. Работи за вестник „Ал Таахи“ (на български: „Братство“). Поради отказа му да се присъедини към управляващата по онова време в Ирак политическа партия Баас е преследван и уволнен от вестника, за който работи.
През 1978 година емигрира в България чрез командировка до Пловдивския панаир и става български гражданин.
Получава допълнителна професионална квалификация във Факултета по журналистика в Софийския университет. От 1981 година работи като кореспондент към Външното министерство за много арабски издания, прави репортажи за сателитната телевизия на Абу Даби за събитията в България през 1997 година.
Жени се за българка, от която има 2 деца – дъщеря и син.